# Арси (Ардени)
Арси (фр. Harcy) насеље је и општина у североисточној Француској у региону Шампањ-Арден, у департману Ардени која припада префектури Шарлвил Мезјер.
По подацима из 2011. године у општини је живело 501 становника, а густина насељености је износила 26,16 становника/km². Општина се простире на површини од 19,15 km². Налази се на средњој надморској висини од 270 метара (максималној 370 m, а минималној 200 m).

## Демографија
| 1962. | 1968. | 1975. | 1982. | 1990. | 1999. | 2011. |
| ----- | ----- | ----- | ----- | ----- | ----- | ----- |
| 393   | 402   | 403   | 419   | 447   | 459   | 501   |

График промене броја становника у току последњих година